# Dhanusa
Dhanusa é um distrito da zona de Janakpur, no Nepal.